# Cugy (Fryburg)
Cugy (frp. Kudji) – gmina (fr. commune; niem. Gemeinde) w Szwajcarii, w kantonie Fryburg, w okręgu Broye. 1 stycznia 2005 do gminy przyłączono gminę Vesin.   

## Demografia
W Cugy mieszkają 1942 osoby. W 2020 roku 18,2% populacji gminy stanowiły osoby urodzone poza Szwajcarią.

## Transport
Przez teren gminy przebiega autostrada A1 oraz drogi główne nr 150, nr 185 i nr 186.